# Wada Yoshimori

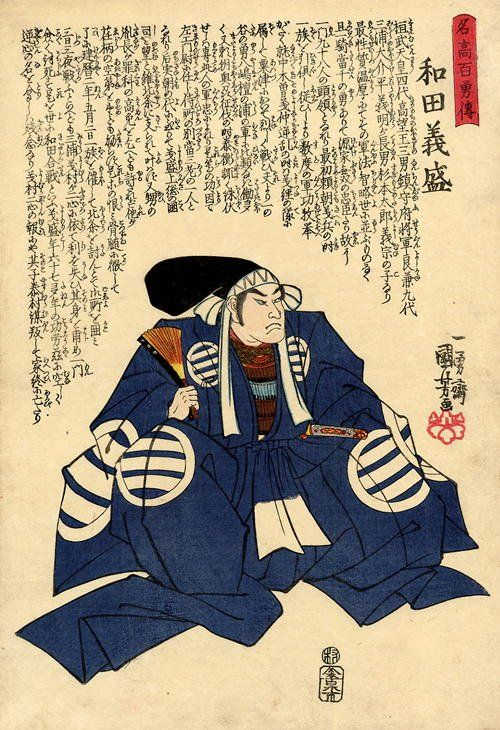
Wada Yoshimori

Wada Yoshimori (japanisch 和田 義盛; geboren 1147 in Wada (Provinz Sagami); gestorben 24. Mai 1213) war ein japanischer Militärführer in der frühen Kamakura-Zeit.

## Leben und Wirken
Wada Yoshimori war der Enkel von Miura Yoshiaki (三浦 義明; 1092–1180). Er übernahm den Namen des Ortes Wada auf der Miura-Halbinsel, in dem er geboren worden war, als Familienname. Er schloss sich 1180 Minamoto no Yoritomo an, als dieser gegen die Taira revoltierte und erhielt nach dem Triumph der Minamoto den Titel Bettō des Samurai-dokoro (侍所).
Dann nahm er unter Minamoto Yoshitsune an dem Feldzug gegen Kiso no Yoshinaka teil, wirkt mit bei den Schlachten von Ichi-no-Tani (1184), Dan-no-ura und 1189 an dem Feldzug in die Provinz Mutsu gegen Fujiwara no Yasuhira (藤原 泰衡; gestorben 1189).
1203 befahl der 2. Shōgun Minamoto no Yoriie Wada, Yoriies mächtigen Großvater mütterlicherseits Hōjō Tokimasa zu töten. Wada schloss sich aber Tokimasa an, und zusammen mit ihm gelang es, Yoriie durch seinen jüngeren Bruder Minamoto no Sanetomo zu ersetzen.
Als Izumi Chikahira (泉 親衡; ca. 1178–1264) 1213 gegen die Hōjō revoltierte, schlossen sich zwei Söhne Yoshimoris, Yoshinao und Yoshishige, und der Neffe Tanenaga Chikahira an. Sie wurden aber festgenommen. Yoshimori, der sich gerade in der Provinz Shimousa aufhielt, eilte nach Kamakura, und bat um Nachsicht für seine beiden Söhne, die Shōgun Minamoto no Sanetomo auch gewährte. Gestärkt durch diesen Erfolg bat er auch um Pardon für seine Neffen, stieß dabei aber auf Ablehnung. In der Annahme, dass dies auf den Einfluss von Hōjō Yoshitoki zurückzuführen sei, entwickelte er ein großer Hass gegen diesen und hob Truppen aus, um gegen ihn ins Feld zu ziehen. Yoshitoki, der gewarnt worden war, suchte Zuflucht in der Residenz des Shōguns. Yoshimori griff ihn dort an, wurde zurückgeschlagen und fand mit seinen beiden Söhnen den Tod.